# Anthipes
Anthipes es un género de aves paseriformes perteneciente a la familia Muscicapidae. Anteriormente sus dos miembros se clasificaban en el género Ficedula.

## Especies
Contiene las siguientes dos especies:
- Anthipes monileger - papamoscas gargantilla;
- Anthipes solitaris - papamoscas cejirrufo.